# Гуськова, Надежда Владиславовна
Надежда Владиславовна Гуськова (род. 10 января 1992, Красково, Московская область) — российская теннисистка, двукратная чемпионка России по теннису, мастер спорта. Победительница 6 турниров ITF (2 — в одиночном разряде).

## Спортивная карьера
Теннисом начала заниматься в пять лет. Первым тренером стал Сергей Кощиенко. Летом тренировалась на стадионе «Метеор» города Жуковский, зимой в крытом зале ДЮСШ.
В 2008 год на турнире Международной теннисной федерации ITF «Prince Cup» среди юниоров в Майами (США) выиграла одиночный турнир и дошла до финала в паре. Получив в 2009 году серьёзную травму, была временно отстранена от турниров. В 16 лет юная спортсменка окончила экстерном Гимназию № 2 (Раменский Московской области) и поступила в МГАФК («Московская государственная академия физической культуры») на заочное отделение. С 2010 по 2012 год тренером Надежды Гуськовой была Лина Красноруцкая.
В августе 2010 году в Санкт-Петербурге Гуськова впервые становится победительницей «взрослого» турнира Международной теннисной федерации в одиночном разряде. В декабре (того же года) побеждает на турнире Международной теннисной федерации (ITF) в Гаване (Куба). В 2010 году на чемпионате России по теннису в Ханты-Мансийске стала двукратной чемпионкой: в одиночном разряде, переиграв вторую сеяную Екатерину Иванову со счётом 6-4, 6-2 и в парном разряде с Марией Жарковой. В соревнованиях смешанных дуэтов (в паре с Андреем Левиным) Надежда добралась до финала, но там получила серьёзную травму руки, вследствие чего пара вынуждена была прекратить борьбу досрочно.

## Рейтинг на конец года
| Год  | Одиночный рейтинг | Парный рейтинг |
| 2012 |                   | 581            |
| 2011 | 482               | 374            |
| 2010 | 339               | 431            |
| 2009 | 417               | 1 029          |
| 2008 | 596               | 654            |
| 2007 | 930               | 819            |
| 2006 | 1 128             | 981            |

## Выступления на турнирах

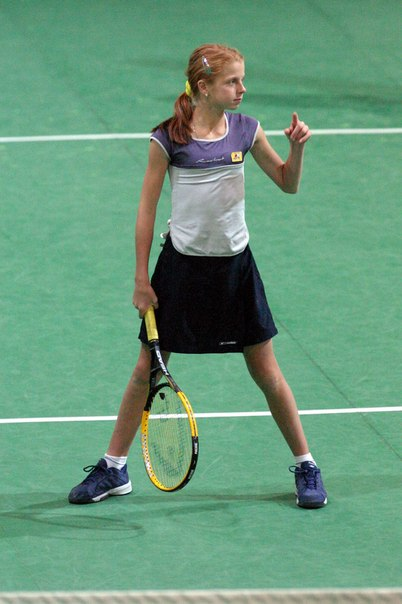
Надежда Гуськова в детстве

### Выступление в одиночных турнирах

#### Финалы турнировITFв одиночном разряде (2)

##### Победы (2)
| Легенда:         |
| ---------------- |
| 100.000 USD (0)  |
| 75.000 USD (0)   |
| 50.000 USD (0)   |
| 25.000 USD (0+3) |
| 10.000 USD (2+1) |

| Титулы по покрытиям | Титулы по месту проведения матчей турнира |
| ------------------- | ----------------------------------------- |
| Хард (1)            | Зал (0)                                   |
| Грунт (1+4)         | Зал (0)                                   |
| Трава (0)           | Открытый воздух (2+4)                     |
| Ковёр (0)           | Открытый воздух (2+4)                     |

| №  | Дата            | Турнир                  | Покрытие | Соперница в финале      | Счёт       |
| 1. | 22 августа 2010 | Санкт-Петербург, Россия | Грунт    | Анна Арина Маренко      | 6-2 7-6(5) |
| 2. | 11 декабря 2010 | Гавана, Куба            | Хард     | Мислейдис Диас-Гонсалес | 6-1 6-2    |

### Выступления в парном разряде

#### Финалы турнировITFв парном разряде (7)

##### Победы (4)
| №  | Дата             | Турнир          | Покрытие | Партнёрша         | Соперницы в финале            | Счёт       |
| 1. | 6 июля 2008      | Кремона, Италия | Грунт    | Елена Куликова    | Бенедетта Давато Лиза Сабино  | 6-4 6-1    |
| 2. | 7 августа 2010   | Москва, Россия  | Грунт    | Валерия Соловьёва | Теодора Мирчич Мария Миркович | 7-6(5) 6-3 |
| 3. | 12 сентября 2010 | Денен, Франция  | Грунт    | Марина Заневская  | Эвелин Майр Юлия Майр         | 6-2 6-0    |
| 4. | 22 мая 2011      | Москва, Россия  | Грунт    | Валерия Соловьёва | Юстина Егёлка Вероника Капшай | 6-3 7-6(2) |

##### Поражения (3)
| №  | Дата            | Турнир           | Покрытие | Партнёрша        | Соперницы в финале                       | Счёт              |
| 1. | 11 декабря 2010 | Гавана, Куба     | Хард     | Дженнифер Аллан  | Мислейдис Диас-Гонсалес Ямиль Форс-Герра | 1-6 2-6           |
| 2. | 13 февраля 2011 | Ранчо-Мираж, США | Хард     | Сандра Заневская | Каролина Плишкова Кристина Плишкова      | 7-6(6) 1-6 [5-10] |
| 3. | 15 января 2012  | Иннисбрук, США   | Грунт    | Джоя Барбьери    | Дарья Кустова Ралука Олару               | 3-6 1-6           |

## Деятельность вне спорта
Надежда Гуськова, помимо тенниса, увлекалась музыкой. В сентябре 2017 года её треки «Улетай», «Ангел», «В облаках», «Мачо» и «Не спеши» были в музыкальном сопровождении к сериалу «Улица» на канале ТНТ.
Участвует в благотворительной деятельности.